# Dolomiti Orientali di Badia
Le Dolomiti Orientali di Badia sono un gruppo montuoso delle Dolomiti, poste tra la provincia di Bolzano (Trentino-Alto Adige) e la provincia di Belluno (Veneto), ad oriente della Val Badia.

## Classificazione

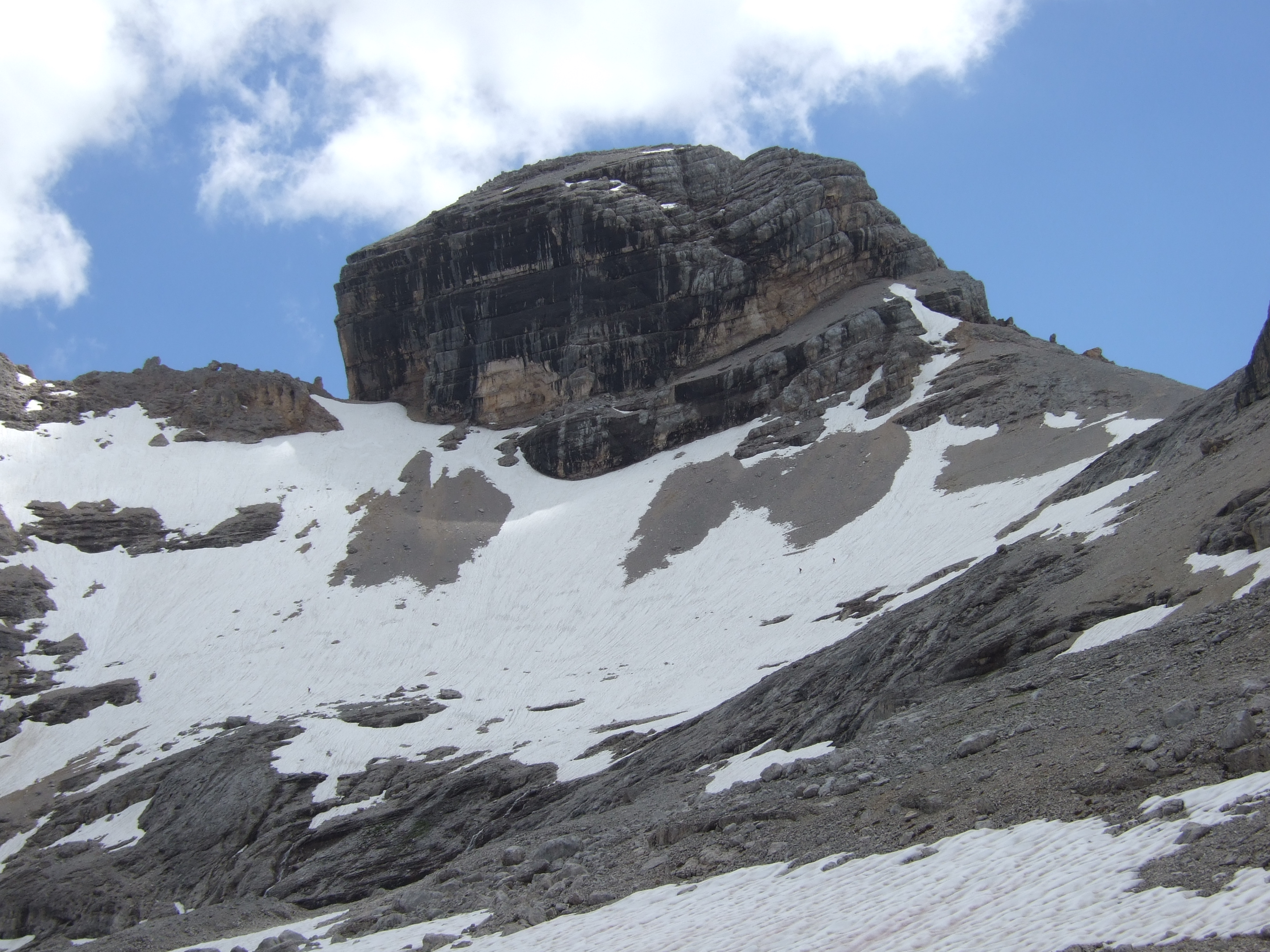
Cima Cunturines

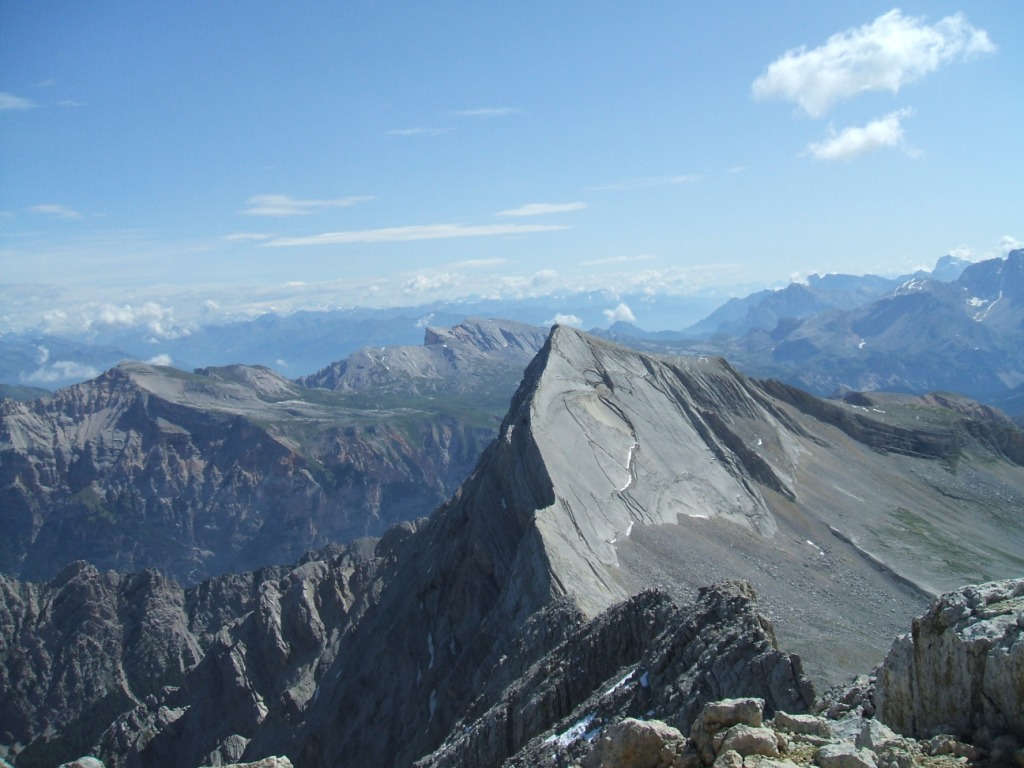
Cima Nove

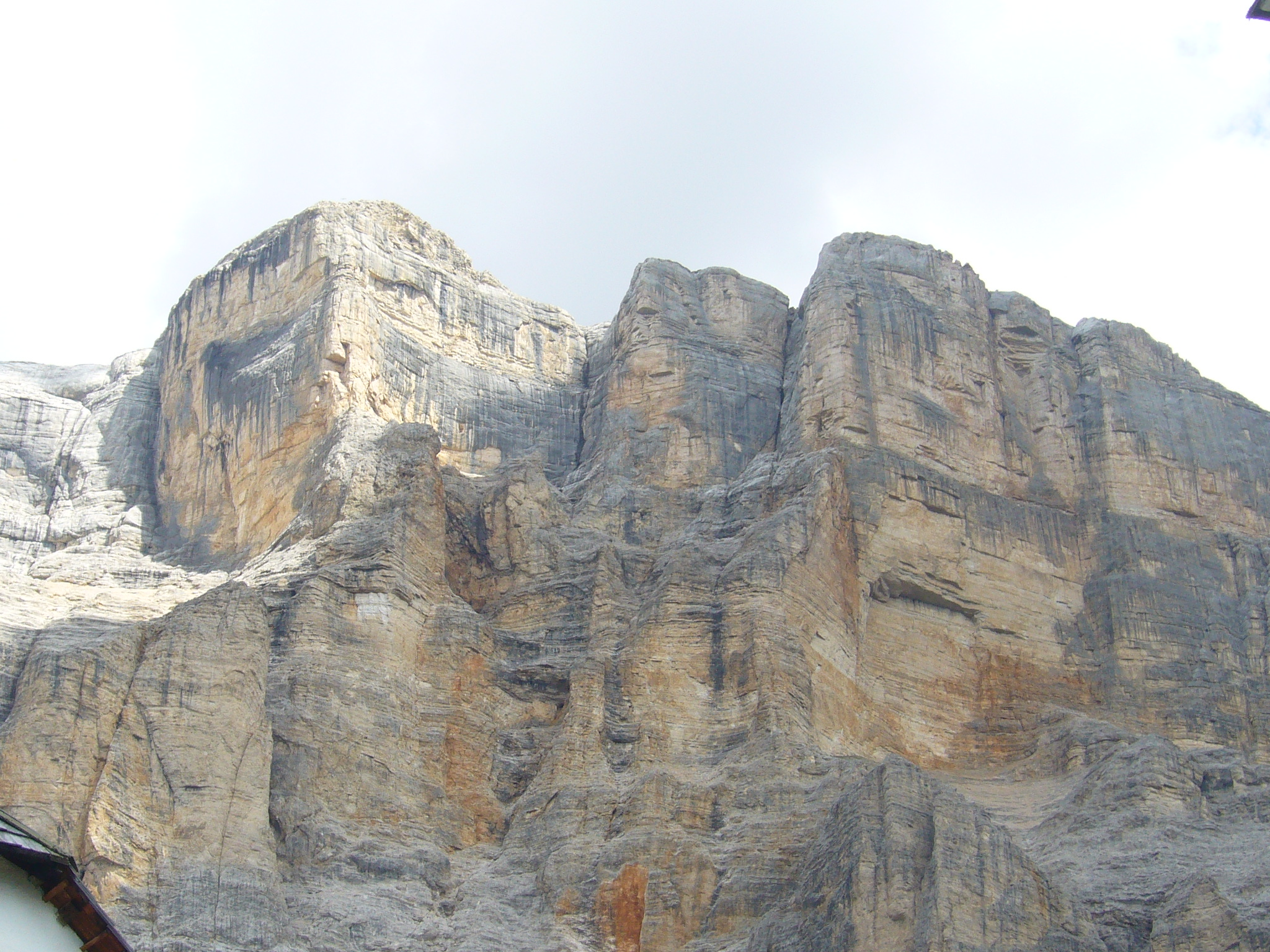
Monte Cavallo

Secondo la SOIUSA esse costituiscono un supergruppo alpino ed hanno la seguente classificazione:
- Grande parte = Alpi Orientali
- Grande settore = Alpi Sud-orientali
- Sezione = Dolomiti
- Sottosezione = Dolomiti di Sesto, di Braies e d'Ampezzo
- Supergruppo = Dolomiti Orientali di Badia
- Codice = II/C-31.I-C

## Delimitazioni
Ruotando in senso orario i limiti geografici sono: val Badia, val di Marebbe, passo di Limo, forcella Bois, passo Falzarego, torrente Cordevole, passo di Campolongo, val Badia.

## Suddivisione
Secondo la SOIUSA sono suddivise in tre gruppi e due sottogruppi:
- Gruppo delle Cunturines (12)
- Gruppo di Fanis (13)
  - Nodo di Fanis (13.a)
  - Nodo di Lagazuoi (13.b)
- Gruppo del Col di Lana (14)

## Vette principali
Le montagne principali delle Dolomiti Orientali di Badia sono:
- Cima Cunturines - 3.064 m
- La Varella - 3.055 m
- Cima Dieci - 3.023 m
- Cima Fanis - 2.980 m
- Cima Nove - 2.967 m
- Monte Cavallo - 2.907 m
- Lagazuoi - 2.778 m
- Col di Lana - 2.462 m
- Pares - 2.396 m